# Тшебешув (гміна)
Гміна Тшебешув (пол. Gmina Trzebieszów) — сільська гміна у східній Польщі. Належить до Луківського повіту Люблінського воєводства.
Станом на 31 грудня 2011 у гміні проживало 7606 осіб.

## Площа
Згідно з даними за 2007 рік площа гміни становила 140.45 км², у тому числі:
- орні землі: 80.00%
- ліси: 14.00%

Таким чином, площа гміни становить 10.07% площі повіту.

## Населення
Станом на 31 грудня 2011:
| Опис     | Загалом | Загалом | Чоловіки | Чоловіки | Жінки | Жінки |
| -------- | ------- | ------- | -------- | -------- | ----- | ----- |
| одиниця  | осіб    | %       | осіб     | %        | осіб  | %     |
| все      | 7606    | 100     | 3869     | 50.87    | 3737  | 49.13 |
| міське   | 0       | 100     | 0        |          | 0     |       |
| сільське | 7606    | 100     | 3869     | 50.87    | 3737  | 49.13 |

## Сусідні гміни
Гміна Тшебешув межує з такими гмінами: Луків, Конколевниця, М'єндзижець-Подляський, Збучин.